# Luis Emilio de Souza Ferreira Huby
Luis Emilio de Souza Ferreira Huby (* 6. Oktober 1908 in Lima, Peru; † 29. September 2008 in La Punta, Peru), andere Quellen führen ihn auch unter dem Namen Luis Alfonso Souza Ferreira mit dem Geburtsdatum 30. Juni 1904, war ein peruanischer Fußballspieler.

## Vereinskarriere
Der Don Lucho genannte De Souza Ferreira, der beruflich ab 1934 als Ingenieur tätig war, spielte im Verein für Universitario de Deportes. Dort konnte er mit seinen Mannschaftskameraden in den Jahren 1929 und 1934 jeweils den Titelgewinn in der peruanischen Meisterschaft feiern. Zudem wurde 1928, 1932 und 1933 die Vizemeisterschaft errungen.

## Nationalmannschaft
Der Stürmer war Mitglied der peruanischen Fußballnationalmannschaft und nahm mit ihr an der ersten Fußball-Weltmeisterschaft 1930 teil. Dort kam er für die in der Vorrunde ausgeschiedenen Peruaner in den beiden einzigen Spielen seiner Mannschaft gegen die Nationalmannschaften Uruguays und Rumäniens zum Einsatz. Dabei konnte er im Spiel gegen Rumänien in der 75. Minute das vorübergehende Ausgleichstor zum 1:1 erzielen (Endstand 3:1 für Rumänien), das gleichzeitig das erste Tor für Peru bei einer Weltmeisterschaft war.

## Erfolge
- 2× Peruanischer Meister (1929 und 1934)